# 托洛茨基主义国际组织列表
这是一个托洛茨基主义国际组织列表，列出所有自称奉行托洛茨基主义意识形态的国际组织。在这些组织中，目前有两个仍声称自己是1938年成立的第四国际的直接延续：总部设在巴黎的第四国际（过去常称作“第四国际联合书记处”，一般认为它是正统的第四国际）和第四国际国际委员会。其中一些组织自称奉行托洛茨基主义意识形态，但未以第四国际正统自居，并认为原来的第四国际已不存在。而另一些组织则认为“第四国际”这一名称已经非常不值得信赖，创建第五国际或另一个新的国际组织是必要的。以下列出的组织既包括拥有数万名成员且分布于数十个国家的组织，也包括仅有几十名成员只分布于三四个国家的组织。以下组织中规模最大的是第四国际、国际社会主义道路、国际社会主义倾向和革命共产国际。

## 现存的托洛茨基主义国际组织
- 第四国际[1]
- 第四国际国际委员会[2]
- 国际工人联盟—第四国际[3]
- 托洛茨基主义派—第四国际[4]
- 国际工人团结—第四国际[5]
- 国际列宁托洛茨基主义派[6]
- 争取第四国际重建倾向[7]
- 国际社会主义联盟[8]
- 争取革命国际重组委员会[9]
- 工人国际委员会 (2019年)
- 革命共产国际[10]
- 国际革命左翼
- 国际社会主义道路
- 国际主义立场
- 国际社会主义倾向[11]
- 争取第五国际联盟[12]
- 革命共产主义国际倾向[13]
- 国际主义托洛茨基主义核心—第四国际[14]
- 国际共产主义同盟（第四国际主义者）[15]
- 国际布尔什维克倾向[16]
- 争取第四国际联盟（英语：League for the Fourth International）[17]
- 争取第四国际重建组织委员会[18]
- 国际托洛茨基主义委员会
- 争取第四国际委员会
- 国际共产主义联盟[19]
- 争取第四国际联络委员会
- 不断革命集体[20]
- 第四国际波萨达斯主义者

## 已消亡的托洛茨基主义国际组织
- 工人国际委员会
- 争取第四国际重建协调委员会
- 争取第四国际重建国际联盟
- 重建第四国际工人国际（英语：Workers International to Rebuild the Fourth International）
- 国际革命马克思主义倾向
- 不断革命
- 革命工人骚动
- 托洛茨基主义国际联络委员会
- 第四国际主义倾向
- 第四国际 (重建国际中心)
- 社会主义网络[21]